# Galegos (Penafiel)
Galegos ist eine Gemeinde im Norden Portugals.
Galegos gehört zum Kreis Penafiel im Distrikt Porto, besitzt eine Fläche von 4,6 km² und hat 2584 Einwohner (Stand 19. April 2021).

## Bauwerke
- römische Siedlung Castro de Monte Mozinho, (circa 100 v. Chr. - 500 n. Chr.)

Kirche von Galegos

- Kirche von Galegos